# Brayan Villarreal
Pour les articles homonymes, voir Villarreal.
Brayan Rene Villarreal (né le 10 mai 1987 à La Guaira, La Guaira, Venezuela) est un lanceur de relève droitier qui évolue dans la Ligue majeure de baseball de 2011 à 2013 pour les Tigers de Détroit et les Red Sox de Boston.

## Biographie

### Ligues mineures
Brayan Villarreal est recruté comme agent libre amateur par les Tigers de Détroit le 25 octobre 2005.
Il passe cinq saisons en Ligues mineures au sein de l'organisation des Tigers avec les VSL Tigers (Rk, 2006), les GCL Tigers (Rk, 2007-2008), les West Michigan Whitecaps (A, 2008-2009), les Lakeland Flying Tigers (AA, 2010) et les Erie SeaWolves (AAA, 2010). Au cours de cette période, il est opéré de l'épaule le 15 août 2007 et ne revient au jeu qu'un an plus tard en passant l'été 2008 avec les GCL Tigers avant de jouer un match avec les West Michigan Whitecaps en toute fin de saison 2008. Il joue toute la saison 2009 avec les Whitecaps pour une moyenne de points mérités de 2,87.
Villarreal achève sa progression en mineures chez les Lakeland Flying Tigers et les Erie SeaWolves en 2010.
Durant l'hiver 2009-2010, il joue trois matchs en Ligue vénézuélienne avec les Caribes de Anzoátegui. L'hiver suivant, il prend part à 25 matchs avec Anzoátegui pour cinq victoires, aucune défaite, une moyenne de points mérités de 2,32 et 24 retraits sur des prises pour 31 manches lancées. Anzoátegui remporte le titre vénézuélien, mais Villarreal ne participe pas à la phase des séries éliminatoires. Il joue sa dernière partie sous l'uniforme des Caribes le 29 décembre.

### Tigers de Détroit
Villarreal fait ses débuts en Ligue majeure le 2 avril 2011 pour les Tigers de Détroit lors d'une partie face aux Yankees de New York. Il effectue une relève d'une manche, accordant deux coups sûrs et un point aux Yankees. Le releveur remporte sa première victoire dans les majeures le 15 avril suivant, contre Oakland. Après 16 présences au monticule pour les Tigers en 2011, il joue sa première saison complète en 2012, effectuant 50 sorties au monticule et totalisant 54 manches et deux tiers de travail. Sa moyenne de points mérités s'élève à 2,63 avec trois victoires, cinq défaites et 66 retraits sur des prises.
En décembre 2012, il lance trois parties au Venezuela pour les Caribes de Anzoategui, mais les Tigers le ramènent aux États-Unis pour être examiné après qu'il eut ressenti des douleurs au coude semblables à celle qui l'avaient déjà affecté l'été précédent.

### Red Sox de Boston
Le 31 juillet 2013, Villarreal passe des Tigers de Détroit aux Red Sox de Boston en retour du joueur d'arrêt-court José Iglesias. Il ne joue qu'un match pour Boston en 2013 après le transfert.
De 2011 à 2013, Brayan Villarreal est apparu dans 74 matchs du baseball majeur. Sa fiche est de 4 victoires contre 8 défaites et sa moyenne de points mérités se chiffre à 4,56 en 75 manches lancées. Il compte aussi 86 retraits sur des prises.